# Лорі-віні синьоголовий
Ло́рі-ві́ні синьоголовий (Vini australis) — вид папугоподібних птахів родини Psittaculidae. Мешкає на островах Полінезії.

## Опис

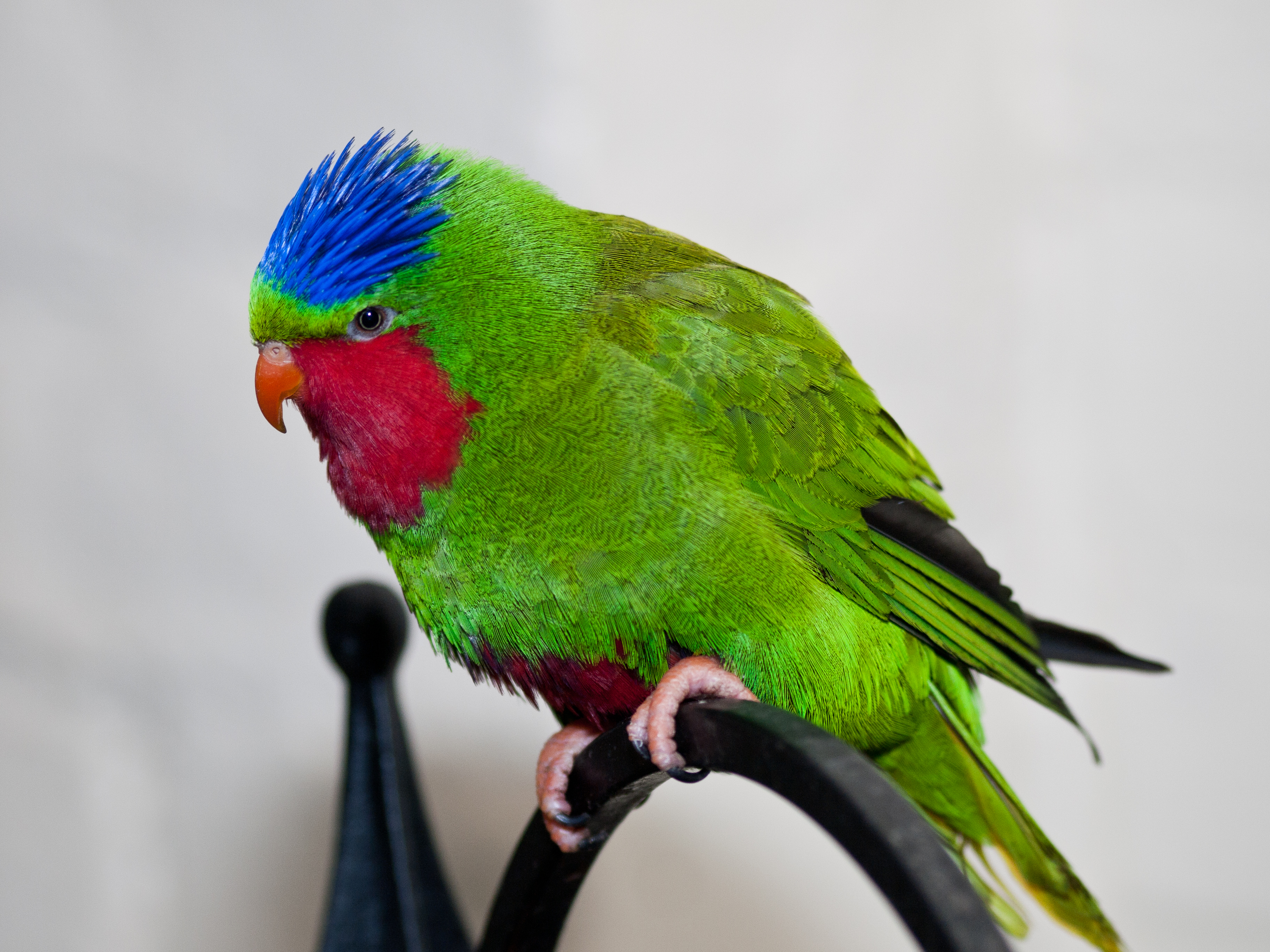
Синьоголовий лорі-віні

Довжина птаха становить 17-19 см, вага 40-55 г. Забарвлення переважно зелене. Шия і надхвістя світло-зелені, гузка жовтувато-зелена, центральні стернові пера на кінці жовті. На тімені яскраво-синя пляма, нижня частина живота і горло червоні, стегна рожеві. Дзьоб оранжевий, невеликий, вигнутий, лапи рожеві, очі жовті. У молодих птахів червона пляма на обличчі менша, а на животі майже або повністю відсутня. На тімені у них короткі сині смужки, очі карі.

## Поширення і екологія
Синьоголові лорі-віні мешкають на островах Лау (Фіджі), на островах Тонги, Самоа, Американського Самоа, на Ніуе та на островах Волліс і Футуна. На Тонгатапу, Еуа і сусідніх островах вони вимерли. Синьоголові лорі-віні живуть у вологих рівнинних тропічних лісах, у вологих і сухих чагарникових заростях, на кокосових плантаціях і в садах. Зустрічаються зграйками. Живляться нектаром, пилком, плодами, квітками і личинками. Гніздять в дуплах, іноді в норах. Утворюють тривалі моногамні пари. В кладці 1-2 яйця розміром 27×24 мм.